# Slovakiet ved sommer-OL 2024
Slovakiet deltager i sommer-OL 2024 i Paris, Frankrig i perioden 26. juli til 11. august 2024.
Udøvere for Slovakiet vandt én bronzemedalje.

## Medaljer
| 2024 Paris | Guld | Sølv | Bronze | Total |
| Slovakiet  | 0    | 0    | 1      | 1     |

### Medaljevinderne
| Slovakiet under sommer-OL 2024 i Paris | Slovakiet under sommer-OL 2024 i Paris | Slovakiet under sommer-OL 2024 i Paris | Slovakiet under sommer-OL 2024 i Paris | Slovakiet under sommer-OL 2024 i Paris |
| Medalje                                | Navn                                   | Sport                                  | Event                                  | Dato                                   |
| -------------------------------------- | -------------------------------------- | -------------------------------------- | -------------------------------------- | -------------------------------------- |
| Bronze                                 | Matej Beňuš                            | Kano og kajak                          | Mændenes slalom C-1                    | 29. juli                               |